# Simulium triglobus
Simulium triglobus är en tvåvingeart som beskrevs av Takaoka och Kuvangkadilok 1999. Simulium triglobus ingår i släktet Simulium och familjen knott.
Artens utbredningsområde är Thailand. Inga underarter finns listade i Catalogue of Life.